# Gromada Mszczonów
Die Gromada Mszczonów war eine Verwaltungseinheit in der Volksrepublik Polen zwischen 1960 und 1972. Verwaltet wurde die Gromada vom Gromadzka Rada Narodowa, dessen Sitz sich in Mszczonów, Powiat Grodziskomazowiecki, Woiwodschaft Warschau befand und aus 13 Mitgliedern bestand.

Die Gromada entstand 1. Januar 1961 durch die Verlegung des Sitzes des GRN der Gromada Adamowice nach Mszczonów und der daraus resultierenden Umbenennung in Gromada Mszczonów, zugleich wurden die Dörfer der aufgelösten Gromada Bronisławów eingegliedert.

Zum 1. Januar 1962 wurde das Dorf Pogorzałki aus der Gromada ausgegliedert und Teil der Stadt Mszczonów. Ende 1972 wurde die Gromada aufgelöst und die Gmina Mszczonów erstellt.